# Harry Judd
Harry Mark Christopher Judd  (Chelmsford, 23 de dezembro de 1985), conhecido como Harry Judd, é um músico britânico, baterista da banda britânica McFly, ao lado de Tom Fletcher, Danny Jones e Dougie Poynter.

## Biografia
Harry Mark Christopher Judd nasceu em 23 de dezembro de 1985 em Essex, no Reino Unido, é o terceiro filho do casal Emma e Christopher Judd, e tem dois irmãos mais velhos Katherine Judd e Thomas Judd. Aos 13 anos ingressou na Uppingham School, onde conheceu o ex-membro da banda Busted, Charlie Simpson, que era um dos melhores amigos de seu irmão Thomas.
Harry queria ser jogador profissional de críquete e jogava pelo time de Uppingham até os seus 16 anos quando foi acometido por uma grave monocleose que o impediu de jogar o campeonato de 2002, fato que o levou a tocar bateria.
Em 2003, após uma audição, foi escolhido por Tom Fletcher e Danny Jones para integrar o McFly ao lado de Dougie Poynter, ele é co-escritor de diversas canções da banda, incluindo os singles "Star Girl" e "Please, Please", também sendo responsável por algumas mixagens musicais como "Surfer Babe".
Em outubro de 2003, Harry participou do videoclipe de "Crashed The Wedding" do Busted. 
Em 2009, abriu um hospital de câncer para crianças em Londres e atualmente se dedica na divulgação e conscientização do câncer masculino pela campanha do Movember.
Em 2010, foi campeão do Strictly Come Dancing ao lado da dançarina Aliona Vilani. 
Em 2013, tornou-se baterista do super grupo McBusted. 
Em 2016, com o hiatus de McFly, Harry se dedicou a vida de modelo e apresentador do show Rip It Up - The 60's shows. 
Em 2017, escreveu um livro chamado "Get Fit, Get Harry - With Harry Judd". 
Em 2019, com o retorno de McFly voltou a ser baterista da banda e esporadicamente apresenta o The One Show pela BBC One. 

### Televisão e filmes
Em janeiro de 2005, o McFly fez uma participação na série Casualty. No ano seguinte, Harry participou do filme Just My Luck, protagonizado por Lindsay Lohan e Chris Pine, juntamente com os outros membros da banda, no papel de si mesmo. Em 2007, fizeram uma participação especial no episódio "The Sound of Drums" da série Doctor Who.
Em 5 de outubro de 2008 e em 31 de maio de 2009, participaram do Domingão do Faustão, um programa de auditório brasileiro, tiveram uma entrevista com Sabrina Sato do Pânico na TV, um programa humorístico e gravaram no programa Casseta & Planeta, urgente!.
Em dezembro de 2011, venceu o Stricly Come Dancing da BBC.

### Vida pessoal
Em maio de 2012, Harry noivou com a violinista Izzy Johnston. Os dois se conheceram quando Izzy foi chamada para tocar violino na orquestra da McFly Wonderland Tour. Se tornaram um casal e estão juntos desde então, com uma curta interrupção em 2006. Casou-se em 21 de dezembro de 2012 com a violinista. No dia 21 de julho de 2015, Judd e sua esposa anunciaram que esperam um bebê. Harry anunciou em seu twitter que sua primeira filha, Lola Rose Emma Judd, havia nascido no dia 25 de janeiro de 2016.